# هدرت
هدرت (به آلمانی: Heddert) یک شهر در آلمان است که در تریر-زاربورگ واقع شده‌است. هدرت ۲۵۴ نفر جمعیت دارد.